# Kim Christofte
Kim Piitala Christofte (ur. 24 sierpnia 1960 w Kopenhadze), duński piłkarz, grający na pozycji pomocnika.
Christofte w swojej karierze odegrał wielką rolę podczas Euro 1992, kiedy to reprezentacja Danii zdobyła niespodziewanie złoty medal. To właśnie Christofte strzelił decydujący rzut karny w serii rzutów karnych w półfinałowym meczu z Holandią.
W ojczyźnie Christofte grał przede wszystkim w klubie Brøndby IF. Natomiast zagraniczne kluby, których zawodnikiem był Christofte to: KSC Lokeren, Málaga CF, FC Wettingen, 1. FC Köln oraz Lierse SK. W reprezentacji Danii rozegrał 19 meczów i zdobył jednego gola. Pomimo jego małego doświadczenia w reprezentacji, Christofte był ważną postacią podczas wspomnianego Euro 1992 i zagrał tamże wszystkie 5 meczów w pełnym wymiarze czasowym.